# Вертячка-поплавець
Вертячка-поплавець (Gyrinus natator) — вид жуків родини вертячок (Gyrinidae).

## Поширення
Палеарктичний вид. Поширений в Європі, Північній Африці та Азії та схід до Монголії. В Україні найпоширеніший вид вертячок, трапляється по всій країні. Мешкає в струмках і невеликих водоймах.

## Опис
Довжина тіла 4,5-7 мм, ширина близько 3,5-5 мм. Гідрофобна (водовідштовхувальна) дорсальна (верхня) поверхня забарвлена в блискучий чорний колір, іноді з синюватим відтінком. Нижня сторона також чорна, але може мати світліші плями. Тіло плоске, його найвища точка знаходиться за серединою тіла. Очі розділені на верхній і нижній відділи, щоб жуки могли бачити над водою і під водою одночасно. Перегородка знаходиться точно на рівні водяного рівня. Рушій при плаванні генерується середніми і задніми лапами, які скорочені в потужні ряди. Нормально розвинена лише передня пара ніг. Ноги від жовтуватого до червонуватого кольору. Вусики короткі і товсті.

## Спосіб життя
Цей вид часто трапляється групами, які помітно плавають навколо поверхні води колами, серпантинами та вихорами. Їдять живі та мертві дрібні тварини, яких виносить на поверхню води, дрібні водні комахи, наприклад личинки комарів або водяні блохи. Жуки хапають здобич передніми лапами і поїдають потужними щелепами. У разі загрози жуки швидко зникають і певний час залишаються під водою. Вони також можуть дуже добре літати і швидко колонізувати нові водойми. Зимують жуки на березі або у воді, чіпляючись за підводні предмети. Під час спарювання самці тримаються за тіло самиці першою парою ніг, які мають форму кліщів. Після спарювання самиці прикріплюють свої яйця нитками до мертвих рослин на дні води. Довгі тонкі личинки мають численні волохаті трахейні зябра. Для заляльковування вони виходять на берег і будують кокон з рослин. Після вилуплення дорослі жуки повертаються у воду.